# Neolophosia shannoni
Neolophosia shannoni är en tvåvingeart som beskrevs av Townsend 1939. Neolophosia shannoni ingår i släktet Neolophosia och familjen parasitflugor. Inga underarter finns listade i Catalogue of Life.